# جيمي دان (لاعب كرة قدم)
جيمي دان (بالإنجليزية: Jimmy Dunn)‏ (25 نوفمبر 1923 بإدنبرة في المملكة المتحدة - 31 ديسمبر 2014 في المملكة المتحدة) هو لاعب كرة قدم بريطاني (وحمل سابقاً جنسية المملكة المتحدة لبريطانيا العظمى وأيرلندا) في مركز مهاجم داخلي. لعب مع ديربي كاونتي ووولفرهامبتون واندررز ونادي ووستر سيتي.

## وصلات خارجية
- جيمي دان على موقع قاعدة بيانات كرة القدم.إي يو (الإنجليزية)